# Manasseh Cutler
Manasseh Cutler (* 13. Mai 1742 in Killingly, Colony of Connecticut; † 28. Juli 1823 in Hamilton, Massachusetts) war ein US-amerikanischer Politiker. Zwischen 1801 und 1805 vertrat er den Bundesstaat Massachusetts im US-Repräsentantenhaus.

## Werdegang
Manasseh Cutler wuchs noch während der britischen Kolonialzeit auf. Er wurde zunächst privat unterrichtet und absolvierte dann im Jahr 1765 das Yale College. Danach unterrichtete er selbst für kurze Zeit als Lehrer in Dedham (Massachusetts). Anschließend war er einige Zeit als Walfänger tätig. Nach einem anschließenden Jurastudium wurde er 1767 als Rechtsanwalt zugelassen; er hat aber nicht als Jurist gearbeitet. Stattdessen studierte er Theologie und wurde 1771 Geistlicher der Congregational Society in Hamilton. Während des Unabhängigkeitskrieges diente er als Militärgeistlicher in verschiedenen Einheiten der Kontinentalarmee. Nach einem Medizinstudium praktizierte er als Arzt. Cutler war aber auch auf anderen Gebieten kundig, so hielt er beispielsweise Vorträge über Navigation. Darüber hinaus galt er als Experte für Botanik und Astronomie. 1781 wurde er in die American Academy of Arts and Sciences gewählt. Seit 1785 war er gewähltes Mitglied der American Philosophical Society.
In den 1780er Jahren war Cutler an der Gründung des Nordwestterritoriums beteiligt. In diesem Zusammenhang entwarf er die Ordinance of 1787, durch die die Schaffung dieses Territoriums erst ermöglicht wurde. Er gilt auch als Mitgründer der Ohio University. Im Jahr 1795 lehnte er eine Ernennung durch Präsident George Washington zum Bundesrichter im Gebiet des späteren Staates Ohio ab.
Politisch wurde Cutler Mitglied der von Alexander Hamilton gegründeten Föderalistischen Partei. Im Jahr 1800 war er Abgeordneter im Repräsentantenhaus von Massachusetts. Bei den Kongresswahlen des Jahres 1800 wurde er im elften Wahlbezirk von Massachusetts in das US-Repräsentantenhaus in Washington, D.C. gewählt, wo er am 4. März 1801 die Nachfolge von Bailey Bartlett antrat. Nach einer Wiederwahl konnte er bis zum 3. März 1805 zwei Legislaturperioden im Kongress absolvieren. Seit 1803 vertrat er dort als Nachfolger von Ebenezer Mattoon den dritten Distrikt seines Staates. Während seiner Zeit als Kongressabgeordneter wurde im Jahr 1803 durch den von Präsident Thomas Jefferson getätigten Louisiana Purchase das Staatsgebiet der Vereinigten Staaten beträchtlich erweitert. Im Jahr 1804 wurde der zwölfte Verfassungszusatz ratifiziert.
Im Jahr 1804 verzichtete Cutler auf eine erneute Kongresskandidatur. In der Folge befasste er sich neben seinen früheren Tätigkeiten auch mit literarischen Angelegenheiten. Er starb am 28. Juli 1823 in Hamilton. Sein Sohn Ephraim (1767–1853) war Jurist und Lokalpolitiker im Nordwestterritorium sowie später im Bundesstaat Ohio, sein Enkelsohn William (1812–1889) saß im Repräsentantenhaus für Ohio.